# Rodger Bumpass
Rodger Albert Bumpass, född 20 november 1951 i Little Rock, Arkansas, USA är en amerikansk skådespelare och röstskådespelare som har gjort röster till bland annat Bläckvard Tentakel i Svampbob Fyrkant, Louis Tully i The Real Ghostbusters, Dr. Light i Teen Titans, och Professor Membrane i Invader Zim.